# آلفردو اوبرتی
آلفردو اوبرتی (انگلیسی: Alfredo Obberti; ۱۲ اوت ۱۹۴۵ – ۵ ژوئیهٔ ۲۰۲۱) بازیکن فوتبال اهل آرژانتین بود.
از باشگاه‌هایی که در آن بازی کرده‌است می‌توان به باشگاه فوتبال گرمیو، باشگاه فوتبال نیولز اولد بویز، و باشگاه فوتبال اتلتیکو هوراکان اشاره کرد.
وی همچنین در تیم ملی فوتبال آرژانتین بازی کرده‌است.